# أوسكار كاميليون
أوسكار كاميليون (6 يناير 1930 - 12 فبراير 2016) محامي ودبلوماسي أرجنتيني.
ولد عام 1930 وحصل على إجازة في القانون من جامعة بوينس آيرس في مسقط رأسه. انضم كاميليون أولاً إلى وزارة الشؤون الخارجية كرئيس للموظفين تحت إدارة أرتورو فرونديزي. ثم عمل كاميليون في شركة كلارين من عام 1965 إلى عام 1972. بعد الانقلاب الأرجنتيني عام 1976 تم تعيين كاميليون سفيراً في البرازيل من قبل خورخي رافائيل فيديلا. ثم اختار خليفة فيديلا روبرتو إدواردو فيولا كاميليون لقيادة وزارة الشؤون الخارجية. أطيح بفيولا في انقلاب آخر وأصبح كاميليون ممثلًا للأمين العام للأمم المتحدة. كما شغل منصب وزير الدفاع من 1993 إلى 1996 في عهد كارلوس منعم.
توفي كاميليون في بوينس آيرس عام 2016، عن عمر يناهز 86 عامًا.